# Леандр, Бёрье
Бёрье Леандер (швед. Börje Leander, 7 марта 1918, Авеста — 30 октября 2003, Мура) — шведский футболист, играл на позиции полузащитника за АИК и национальную сборную Швеции, в составе которой в 1948 году стал олимпийским чемпионом..

## Клубная карьера
Во взрослом футболе дебютировал в 1937 году выступлениями за команду клуба «Васалунд», в которой провел один сезон.
В 1938 году перешёл в клуб АИК, за который провел следующие 15 сезонов. Завершил профессиональную карьеру футболиста выступлениями за АИК в 1953 году.

## Выступления за сборную
В 1941 году дебютировал в официальных матчах в составе национальной сборной Швеции. В течение карьеры в национальной команде, которая длилась 10 лет, провел в форме главной команды страны 23 матча, забив 4 гола.
В составе сборной был участником футбольного турнира на Олимпийских играх 1948 года в Лондоне, по результатам которого стал олимпийским чемпионом.
Умер 30 октября 2003 года на 86-м году жизни.

## Достижения
- Олимпийский чемпион (1):

1948